# Ак-Кия
Ак-Кия (кирг. Ак-Кыя) — село в Кадамжайском районе Баткенской области Кыргызстана. Входит в состав айылного аймака Орозбеков.

## География
Село расположено в восточной части области, на правом берегу реки Шахимардан, на расстоянии приблизительно 11 километров (по прямой) к юго-юго-востоку от города Кадамжай, административного центра района. Абсолютная высота — 1283 метра над уровнем моря.

## Население
Согласно оценочным данным Национального статистического комитета Кыргызской Республики, численность населения села на начало 2023 года составляла 1245 человек.
| год     | 2009 | 2014 | 2015 | 2020 | 2021 | 2023 |
| ------- | ---- | ---- | ---- | ---- | ---- | ---- |
| человек | 810  | 837  | 1138 | 1198 | 1203 | 1245 |